# Eberhard Rebling
Eberhard Rebling (né le 4 décembre 1911 à Berlin, mort le 2 août 2008 à Königs Wusterhausen) est un pianiste et musicologue allemand, opposant au nazisme.

## Biographie
Rebling, issu d'une famille d'officiers prussiens, son père est major, apprend à jouer du piano à 7 ans. Il reçoit ensuite des leçons de Lydia Lenz à Berlin-Friedenau et en 1929 remporte le premier prix au concours d'interprétation de l'Association allemande des artistes. Il joue des pièces de Sergueï Prokofiev et Ernst Toch. Après l'abitur au Goethe-Gymnasium de Berlin-Wilmersdorf, Rebling étudie la musicologie, entre autres auprès de Friedrich Blume (de), Curt Sachs et Erich von Hornbostel, ainsi que la germanistique et la philosophie à l'université Frédéric-Guillaume de Berlin. En 1932, il suit Ernst Busch et Hanns Eisler sur scène et rencontre l'historien de l'art Leo Balet et commence par la suite à traiter du marxisme. Il fait la connaissance de Georg Lukács et d'Andor Gábor. En 1933, il voit l'incendie du Reichstag à Berlin et s'engage dans le KPD. Il termine ses études en 1935 par un mémoire pour obtenir le doctorat auprès d'Arnold Schering sur les Fondements sociologiques du changement de style de la musique en Allemagne vers le milieu du XVIIIe siècle.
En 1936, Rebling émigre à La Haye pour échapper à la répression nazie. En 1937, il fait une tournée de concerts en tant qu'accompagnateur de piano pour une petite compagnie de danse à Java et à Sumatra. La même année, il rencontre sa femme, l'actrice, danseuse et chanteuse juive Lin Jaldati à La Haye, avec qui il interprète des chansons yiddish dans la période d'après-guerre. Rebling participe à la vie musicale néerlandaise en tant que pianiste, critique musical et musicologue. De 1938 à 1940, Rebling donne des conférences dans les universités populaires et au Collège des Beaux-Arts de La Haye.
Rebling achète une maison aux Pays-Bas sous un faux nom début 1943 et offre un abri à jusqu'à 20 réfugiés juifs. La cachette est trahie en 1944, il est arrêté par la Gestapo et condamné à mort. Rebling s'échappe, mais la majorité des Juifs de la maison sont arrêtés et déportés vers des camps de concentration, dont Lin, qui survit au camp de transit de Westerbork, à Auschwitz et à Bergen-Belsen. Lin Jaldati et Eberhard Rebling se retrouvent en 1945. Six des Juifs cachés n'ont pas survécu. Pour avoir aidé les réfugiés, Rebling est honoré le 11 octobre 2007 par Yad Vashem avec le titre de Juste parmi les nations. Rebling rencontre Otto Frank, le père d'Anne Frank, en 1945. Il lui donne un exemplaire après la publication du journal d'Anne Frank. Rebling et sa femme visitent l'Allemagne de l'Ouest, la France, Israël et les États-Unis avec un programme inspiré d'Anne Frank.
Après la fin de l'occupation allemande des Pays-Bas, Rebling est d'abord rédacteur en chef du quotidien du Parti communiste des Pays-Bas, De Waarheid. Il rejoint le Parti communiste des Pays-Bas (CPN) en 1946.
En 1951, Paul Wandel le convainc de venir en RDA. En 1952, il déménage à Berlin-Est avec Lin Jaldati et leurs deux filles Kathinka et Jalda qui seront musiciennes. Il devient membre du SED en 1960. De 1952 à 1959, il est rédacteur en chef du journal Musik und Gesellschaft, à partir de 1957 co-rédacteur en chef du magazine Melodie und Rhythmus et à partir de 1959 professeur et recteur de l'académie de musique nommée Hanns Eisler à son initiative. L'intérêt de Rebling est pour le ballet. Après plusieurs voyages et sa retraite en 1976, il écrit de nombreux ouvrages sur l'art de la danse en Inde et en Indonésie. Il lègue ses archives à l'Académie des arts de Berlin en 2002. 
En 1959, il accompagne Paul Robeson au piano. En 1960, il est l'un des fondateurs du Singebewegung. En 1976, il se produit avec Ernst Busch et Gisela May.
Rebling est membre de la Chambre du peuple et du Conseil de recherche pour la formation professionnelle musicale au ministère de la Culture en 1963. Il est membre du Conseil de la paix de la RDA et du Conseil présidentiel du Kulturbund der DDR. Jusqu'à sa mort, il est membre du PDS et plus tard de Die Linke et donne des conférences sur sa situation pendant la Seconde Guerre mondiale et lors d'événements politiques. Il appartient au « conseil des anciens » du parti.